# Новые Черёмушки (ЗАО)
«Новые Черёмушки» — предприятие Москвы, включающее комплекс складов оборудованных и предназначенных для хранения и переработки плодоовощной продукции. 
В обществе и СМИ более известно как Покровская овощебаза. Правопреемник Брежневской овощебазы, построенной в 1980 году к Олимпиаде.
Зарегистрировано как закрытое акционерное общество в 1992 году и осуществляло свою деятельность как логистический центр, а также как оптовый и мелкооптовый рынок. Входил в тройку лидеров по обороту плодоовощной продукции наряду с Хлебниковской овощебазой и Дмитровским оптовым рынком. В холдинг «Новые черемушки» также входит дочернее предприятие ОАО «ОПК „Зеленоградский“».
Основными акционерами являются бывшие работники Брежневской овощебазы. Почётным президентом ЗАО является герой России Магомед Толбоев. Генеральный директор — Чурилов Магомед Гаджиевич.

## Беспорядки в Бирюлёве Западном
Вечером 13 октября 2013 года в связи с беспорядками в Бирюлёво Западное пострадала Покровская овощебаза, к которой пришли протестующие. Впоследствии её деятельность была приостановлена на 90 дней, а с территории полиция вывезла свыше 1200 работающих на ней мигрантов, в том числе 214 нелегальных. Инициатором закрытия овощебазы выступил Роспотребнадзор. Оборот овощебазы, которая фактически являлась и рынком, по разным данным исчислялся в 1-9 млрд долларов в год.
Спустя несколько дней после начала беспорядков в Бирюлёво часть руководства предприятия была арестована по подозрению в организации незаконной миграции. Гендиректор базы Алисхаб Гаджиев объявлен в федеральный розыск.